# Bamboeratten
De bamboeratten of wortelratten (Rhizomyinae) zijn een onderfamilie van ondergronds levende knaagdieren uit de familie Spalacidae. Soms worden ze samen met de molratten of Afrikaanse wortelratten (Tachyoryctinae) in een gezamenlijke onderfamilie geplaatst, de wortelratten, die soms als een aparte familie wordt gezien, de Rhizomyidae.

## Kenmerken
Het zijn vrij grote, stevige knaagdieren met een korte staart en ledematen, een grote, brede kop met een dikke nek, kleine ogen en grote uitstekende voortanden. Ze zijn kleiner dan de molratten.

## Verspreiding en leefgebied
Bamboeratten leven in Zuidoost-Azië, van Centraal-China tot Noord-India, Bangladesh, Vietnam, Maleisië en Sumatra, tot op 4000 meter hoogte, in bossen en struikgebieden. De soorten uit het geslacht Tachyoryctes komen voor in Afrika. Ze bewonen lange, zelfgegraven ondergrondse gangenstelsels. 's Nachts wagen ze zich ook buiten hun holen. Het meeste voedsel vinden ze ondergronds: de wortels van bamboe en andere planten. Ook scheuten, die ze bovengronds vinden, worden gegeten. 

## Indeling
Tegenwoordig zijn er zes soorten in drie geslachten, Cannomys, Rhizomys en Tachyoryctes. De oudste fossiele bamboeratten stammen uit het Mioceen. Vroege fossiele soorten laten geen aanpassingen zien aan een ondergrondse levenswijze. 8,5 miljoen jaar geleden verschenen de eerste gespecialiseerde aanpassingen aan een ondergronds leven in bamboeratten.
- Onderfamilie Rhizomyinae (Bamboeratten)
  - Tribus Rhizomyini
    - Geslacht Anepsirhizomys†
    - Geslacht Brachyrhizomys†
    - Geslacht Cannomys (Kleine bamboeratten)
      - Kleine bamboerat (Cannomys badius)

    - Geslacht Nakalimys†
    - Geslacht Pararhizomys†
    - Geslacht Rhizomys (Gewone bamboeratten)
      - Chinese bamboerat (Rhizomys sinensis)
      - Sumatraanse bamboerat (Rhizomys sumatrensis)
      - Rhizomys pruinosus

  - Tribus Tachyoryctini
    - Geslacht Eicooryctes†
    - Geslacht Kanisamys†
    - Geslacht Prokanisamys†
    - Geslacht Pronakalimys†
    - Geslacht Protachyoryctes†
    - Geslacht Rhizomyides†
    - Geslacht Tachyoryctes
      - Reuzenmolrat (Tachyoryctes macrocephalus)
      - Oost-Afrikaanse molrat (Tachyoryctes splendens)